# Palomo (Peru)
Der Nevado Palomo, Quechua-Schreibweise: Palumu, ist ein Berg in der Region Huancavelica in West-Peru. Er bildet mit einer Höhe von 5308 m eine der größten Erhebungen der Cordillera de Chonta, eines Gebirgszugs der peruanischen Westkordillere.

## Lage
Der Nevado Palomo befindet sich etwa 40 km südlich der Stadt Huancavelica. Er liegt an der Grenze der beiden Distrikte Santa Ana (Provinz Castrovirreyna) im Nordwesten und Pilpichaca (Provinz Huaytará) im Südosten. 3 km ostnordöstlich erhebt sich der benachbarte 5100 m hohe Berg Yahuarcocha (Yawarqucha). Die Nordwestflanke des Nevado Palomo wird zu dem knapp 6 km weiter westlich gelegenen abflussregulierten See Laguna Choclococha entwässert. Dieser bildet den Ursprung des Río Pampas. Die Südwest- und Südostflanken des Nevado Palomo werden über den Río 
Carhuancho nach Süden zum Río Pampas hin entwässert. Der Nevado Palomo befindet sich etwa 10 km von der kontinentalen Wasserscheide entfernt.